# Marinilla (ort)
Marinilla är en ort i Colombia.   Den ligger i departementet Antioquía, i den centrala delen av landet, 220 km nordväst om huvudstaden Bogotá. Marinilla ligger 2 085 meter över havet och antalet invånare är 24 171.
Terrängen runt Marinilla är platt åt sydväst, men åt nordost är den kuperad. Runt Marinilla är det ganska tätbefolkat, med 185 invånare per kvadratkilometer. Närmaste större samhälle är Rionegro, 4,6 km väster om Marinilla. Omgivningarna runt Marinilla är en mosaik av jordbruksmark och naturlig växtlighet.